# 塔蒂亚娜·科舍列娃
塔蒂亚娜·謝爾蓋耶芙娜·科舍列娃（俄語：Татьяна Сергеевна Кошелева，羅馬化：Tat'yana Sergeyevna Kosheleve，1988年12月23日—）是一名俄罗斯女排运动员，司职主攻，她获得2010年世界女子排球锦标赛金牌，2013年和2015年欧洲女排锦标赛金牌，以及2016年世界女排俱乐部锦标赛金牌。
曾效力於中國球隊廣東恆大女子排球俱樂部。现效力于加拉塔薩雷女排俱樂部。

## 奖项

### 个人荣誉
- 2009年世界女排大奖赛最佳主攻
- 2010年蒙特勒排球大师赛最佳主攻
- 2010年世界女子排球锦标赛最佳主攻
- 2013年欧洲女排锦标赛MVP
- 2013-14年俄罗斯杯MVP
- 2014–15年女排欧洲杯MVP
- 2015年世界女排俱乐部锦标赛最佳主攻
- 2015年女排世界杯最佳主攻
- 2015年欧洲女排锦标赛最佳主攻、MVP
- 2016年世界女排俱乐部锦标赛最佳主攻

### 俱乐部荣誉
- 2014–15 Women's CEV Cup - 冠军 Dinamo Krasnodar
- 2015年世界女排俱乐部锦标赛 - 亚军 Dinamo Krasnodar
- 2016年世界女排俱乐部锦标赛 - 冠军 Eczacıbaşı VitrA